# Малая Улунга
Малая Улунга — упразднённое село (дорожно-эксплуатационный участок, ДЭУ) в Зейском районе Амурской области России. Исключено из учётных данных в 1977 году.

## География
Село располагалось на левом берегу реки Малая Улунга (приток реки Улунга) в месте пересечения его региональной дорогой 10к059 «Зея — Тыгда», на расстоянии примерно 28 километра (по прямой) к северо-западу от села Сиан.

## История
По данным 1926 года в зимовье Улунга имелось 2 хозяйства и проживало 8 человек (4 мужчины и 4 женщины), основное население — русские. В административном отношении входило в состав Зареченского на Уркане сельсовета Зейского района Зейского округа Дальневосточного края.
Решением Амурского исполкома от 30 декабря 1977 года № 522, село (ДЭУ) Малая Улунга исключено из учётных данных как населённый пункт служебного значения.